# Улугбек Мірза
Улугбек Мірза (*д/н — 1501) — емір Кабула, Газні, Кандагару, Бадахшану в 1461—1501 роках. Відомий також як Улугбек II.

## Життєпис
Походив з династії Тимуридів. Син Султан Абу-Саїда. Останній у 1461 році після смерті Каратшара призначив Улугбека хакімом (намісником) Кабулу та всього Кабулістану. Втім невдовзі той став майже незалежним, оскільки батько більше приділяв уваги у боротьбіз нападами Хусейна Байкари та протиятонням у північній Персії. Його влада сягала Газні з областю включно на південному заході та Нангархар на півдні.
Після загибелі Султан Абу-Саїда у 1469 році Улугбек Мірза став самостійним. Він не втручався у боротьбу за Мавераннахру та встановив гарні стосунки з Хусейном Байкара, який став володарем Хорасану. Згодом налагодив союзні відносини з Мухаммедом Мукіном Аргуна, намісника Байкари в Кандагарі, видавши за того доньку. Останній номінально визнавав владу Улугбека. Головною загрозу вбачав в посиленні Делійського султанату, що відбулося за володаря Сікандара Лоді.
Більшу частину життя опікувався збереження миру в середині держави, не проводив активної зовнішньої політику. Користуючись вигідним розташуванням Кабулу, сприяв торгівлі з середньою Азією та Індією, щозабезпечувало постійне наповнення скарбниці. Водночас був покровителем мистецтва, зокрема мініатюри (розвинулася Кабульська школа, що брала початок від перської мініатюри).
У 1495 році придушив повстання сина Міран-шаха Мірзи за підтримуки хазарійців, який втік до Кундуза. Згодом вступив у конфлікт з афганським племенем юсуфзай, очільників племені якого він наказав знищити в Кабулі. Слідом за цим ті вимушені були відступити до кордону з Пенджабом. Наслідком цього стала остаточна втрата Кандагару, де владу перебрав Хусейн Байкара.
Помер у 1501 році. Йому спадкував малолітній син Абд ар-Раззак Мірза при регентстві свого шварґра Мухаммеда Мукіна, якого у 1504 році було повалено Бабуром.